# ISO 3166-2:ZM
ISO 3166-2:ZM – kody ISO 3166-2 dla podjednostek administracyjnych Zambii.
Kody ISO 3166-2 to część standardu ISO 3166 publikowanego przez Międzynarodową Organizację Normalizacyjną. Kody te są przypisywane głównym jednostkom podziału administracyjnego, takim jak np. województwa czy stany, każdego kraju posiadającego kod w standardzie ISO 3166-1.
Aktualnie (2019) dla Zambii zdefiniowano kody dla 10 prowincji.
Pierwsza część oznaczenia to kod Zambii zgodnie z ISO 3166-1, natomiast druga część oznaczenia znajdująca się po myślniku to dwucyfrowy kod jednostki administracyjnej.

## Kody ISO
| Kod ISO | Nazwa jednostki administracyjnej | Nazwa jednostki administracyjnej w języku angielskim | Rodzaj jednostki administracyjnej |
| ------- | -------------------------------- | ---------------------------------------------------- | --------------------------------- |
| ZM-01   | Prowincja Zachodnia              | Western Province                                     | prowincja                         |
| ZM-02   | Prowincja Centralna              | Central Province                                     | prowincja                         |
| ZM-03   | Prowincja Wschodnia              | Eastern Province                                     | prowincja                         |
| ZM-04   | Prowincja Luapula                | Luapula Province                                     | prowincja                         |
| ZM-05   | Prowincja Północna               | Northern Province                                    | prowincja                         |
| ZM-06   | Prowincja Północno-Zachodnia     | North-Western Province                               | prowincja                         |
| ZM-07   | Prowincja Południowa             | Southern Province                                    | prowincja                         |
| ZM-08   | Prowincja Pasa Miedzionośnego    | Copperbelt Province                                  | prowincja                         |
| ZM-09   | Prowincja Lusaka                 | Lusaka Province                                      | prowincja                         |
| ZM-10   | Prowincja Muczinga               | Muchinga Province                                    | prowincja                         |